# Cabeça de Mulher
La Scapigliata (pronunciado [la skapiʎˈʎaːta], também escrito como “La scapiliata”; em português: "Cabeça de mulher") é uma pintura inacabada atribuída a Leonardo da Vinci ou a um de seus pupilos. A tela é datada c. 1506–1508 e foi feita com tinta à óleo, terra da Umbria, ambra e tinta branca à base de chumbo sobre um painel de madeira.
Apesar de inacabado, a pintura mostra a grande beleza feminina observada e admirada pelo autor. Também chama atenção a maestria do sfumato.
A obra é um possível esboço do rosto de Leda, principal personagem da pintura perdida Leda e o Cisne, se levarmos em conta a hipótese do desenho datar de 1508. Também há hipóteses que defendem que a pintura é um estudo para um retrato de Maria, ou que ainda a pintura teria sido deixada por terminar deliberadamente.
A datação da obra também não é consenso entre os pesquisadores. Alguns afirmam que a tela foi feita c. 1506–1508, enquanto Carmen Bambach datou a obra entre c. 1500–1505 por acreditar que Leonardo estava comissionado por Agostino Vespucci à época. Já o museu que abriga La Scapigliata data a obra c. 1492–1501.
O quadro atualmente se encontra na Galleria Nazionale, Parma.